# Alatospora acuminata
Alatospora acuminata är en svampart som beskrevs av Ingold 1942. Alatospora acuminata ingår i släktet Alatospora och familjen Leotiaceae.   Inga underarter finns listade i Catalogue of Life.